# Мігкель Мутт
Мігкель Мутт (ест. Mihkel Mutt; *18 лютого 1953, Тарту) — естонський письменник, есеїст, колумніст та видавець.